# Chlumský tunel
Chlumský tunel je železniční tunel č. 14 na katastrálním území Pavlíkov na železniční trati Beroun–Rakovník v km 37,680–37,760 mezi stanicí Lašovice a zastávkou Chlum u Rakovníka.

## Historie
Výstavbou trati pro společnost Rakovnicko-protivínské dráhy byla pověřena vídeňská stavební firma, která převedla řízení prací na firmu J. Muzika a spol. Trať byla uvedena do provozu v roce 1876. V prvních letech provozu se na trati vystřídalo několik různých provozovatelů (mezi nejvýznamnější patřila i Ústecko-teplická dráha), až roku 1884 provoz převzaly c. k. Státní dráhy. Trať je vedena údolím řeky Berounky a zajišťuje důležité spojení Berouna s okolními obcemi a jejich průmyslovými kapacitami (například v Nižboru). V Roztokách překonává Berounku a pokračuje přes Křivoklát směrem k Rakovníku údolím Rakovnického potoka, kde je cesta trati zkrácena pěti tunely (Stříbrný, Nad Budy, Pod královskou pěšinkou, Pod Basou a Chlumský).

## Geologie a geomorfologie
Tunel se nachází v geomorfologické oblasti Plzeňská pahorkatina, celku Plaská pahorkatina s podcelkem Kralovická pahorkatina s okrskem Pavlíkovská pahorkatina.
Geologické podloží v oblasti je tvořeno proterozoickými drobami, břidlicemi a prachovci, s vložkami metabazaltů (spilitů) a s ojedinělými relikty miocenních štěrků, písků a jílů.
Tunel leží v nadmořské výšce 305 m, je dlouhý 79,90 m.

## Popis
Jednokolejný tunel je na trati Beroun–Rakovník mezi stanicí Lašovice a zastávkou Chlum u Rakovníka. Byl proražen roce 1875 v úbočí ostrohu, který je obtékán Rakovnickým potokem a jeho levostranným přítokem potokem Haná, v blízkosti Žákova mlýna.